# 2017년 칸 영화제
제70회 칸 영화제는 2017년 5월 17일부터 2017년 5월 28일까지 열린 영화제이다.

## 수상

### 황금종려상
- 더 스퀘어 - 루벤 외스틀룬드 수상

### 심사위원대상
- 120 비츠 퍼 미닛 - 로빈 캉필로 수상

### 감독상
- 매혹당한 사람들 - 소피아 코폴라 수상

### 각본상
- 더 킬링 오브 어 세이크리드 디어 - 요르고스 란티모스 외 1명 수상
- 유 워 네버 리얼리 히어 - 린 램지 수상

### 여우주연상
- 인 더 페이드 - 다이앤 크루거 수상

### 남우주연상
- 유 워 네버 리얼리 히어 - 호아킨 피닉스 수상

### 심사위원상
- 러브리스 - 안드레이 즈비아긴체프 수상

### 황금종려상(단편)
- 어 젠틀 나이트 - 치우 양 수상

### 심사위원 특별 언급(단편)
- 카토 - 테포 아이락시넨 수상

### 대상(주목할만한 시선)
- 어 맨 오브 인터그리티 - 모함마드 라술로프 수상

### 감독상(주목할만한 시선)
- 윈드 리버 - 테일러 쉐리던 수상

### 각본상(주목할만한 시선)
- 바르바라 - 마티유 아말릭 수상

### 여우주연상(주목할만한 시선)
- 럭키 - 자스민 트린카 수상

### 심사위원상(주목할만한 시선)
- 에이프릴스 도터 - 미셸 프랑코 수상

### 황금카메라상
- 준느 팜므 - 레오노르 세라이예 수상

### 70주년 특별기념상
- 니콜 키드먼 수상

### 시네파운데이션-1등
- 폴 이스 히어 - 발렌티나 마우렐 수상

### 시네파운데이션-2등
- 애니멀 - 바흐만 아크 외 1명 수상

### 시네파운데이션-3등
- 투 유스 다이 - 토마소 우스베르티 수상

### 경쟁부문
- 인 더 페이드 - 파티 아킨
- 더 마이어로위츠 스토리스 - 노아 바움백
- 옥자 - 봉준호
- 120 비츠 퍼 미닛 - 로빈 캉필로
- 매혹당한 사람들 - 소피아 코폴라
- 로댕 - 자크 드와이옹
- 해피 앤드 - 미카엘 하네케
- 원더스트럭 - 토드 헤인즈
- 리다웃어블 - 미셀 하자나비시우스
- 그 후 - 홍상수
- 히카리 - 가와세 나오미
- 더 킬링 오브 어 세이크리드 디어 - 요르고스 란티모스
- 어 젠틀 크리쳐 - 세르게이 로즈니차
- 주피터스 문 - 코르넬 문드럭초
- 라몽 두블레 - 프랑소와 오종
- 유 워 네버 리얼리 히어 - 린 램지
- 굿 타임 - 베니 사프디 외 1명
- 러브리스 - 안드레이 즈비아긴체프

### 주목할 만한 시선
- 더 데저트 브라이드 - 세실리아 아탄 외 1명
- 클로즈니스 - 칸테미르 발라고프
- 뷰티 앤 더 독 - 카우테르 벤 하니아
- 라뜰리에 - 로랑 캉테
- 럭키 - 세르지오 카스텔리토
- 에이프릴스 도터 - 미셸 프랑코
- 베스턴 - 발레스카 그리스바흐
- 디렉션스 - 스테판 코만다례프
- 아웃 - 죄르지 크리슈토프
- 산책하는 침략자 - 구로사와 기요시
- 언틸 더 버즈 리턴 - 카림 무사위
- 드렉스 - 모함마드 라술로프
- 준느 팜므 - 레오노르 세라이예
- 윈드 리버 - 테일러 쉐리던
- 애프터 더 워 - 안나리타 잠브라노

### 비경쟁부문
- 무한의 주인 - 미이케 다카시
- 하우 투 토크 투 걸스 앳 파티스 - 존 카메론 미첼
- 비사지, 빌라지 - 아녜스 바르다

### 심야상영
- 어 프레이어 비포 던 - 장 스테파네 소바르

### 변성현
- 악녀 - 정병길

### 특별상영
- 앤 인컨비니언트 시퀄 - 보니 코헨 외 1명
- 12 데이스 - 레이몽 드파르동
- 데이 - 아나히타 가즈비니자데
- 클레어의 카메라 - 홍상수
- 프로미스드 랜드 - 유진 자렉키
- 나팜 - 클로드 란즈만
- 데몬스 인 파라다이스 - 주드 래트남
- 씨 소로우 - 바네사 레드그레이브

### 시네파운데이션
- 헤리티지 - 유발 아하로니
- 애니멀 - 바흐만 아크 외 1명
- 아틀란티스, 2003 - 미할 블라스코
- 레일라 - 스테인 보우마
- 엠티 온 디 아더사이드 - 에두아르도 브란다오 핀토
- 토케루 - 이가시 아야
- 애프터눈 클라우즈 - 파얄 카파디아
- 아 페드르알렌느 - 레아 크라브첵
- 기브 업 더 고스트 - 마리안 마티아스
- 폴 이스 히어 - 발렌티나 마우렐
- 카모플라쥬 - 임지 오즈빌게
- 리틀 마니페스토 어게인스트 솔멘 씨네마 - 로베르토 포르타
- 와일드 홀세스 - 로리 알렉산더 스튜어트
- 인비지블리 - 아론 센트피테리
- 듀시가레 송 모르 - 토마소 우스베르티
- 투워즈 더 썬 - 왕일령

### 단편 경쟁부문
- 카토 - 테포 아이락시넨
- 할아버지는 바다코끼리 - 루크레시아 안드레아
- 어 드라우닝 맨 - 마디 플레이펠
- 런치 타임 - 알리레자 가세미
- 어크로스 마이 랜드 - 피오나 고디비에르
- 타임 투 고 - 그제고즈 몰다
- 어 젠틀 나이트 - 치우 양
- 다미아나 - 안드레스 라미레즈 풀리도
- 푸쉬 잇 - 줄리아 셀린

### 비경쟁 단편
- 포구 - 문재웅
- 아리 - 구상범
- 블라인드 필름 - 오재형
- 달이 차면 기울듯 - 박동훈
- 미행 - 음문석
- 아와어 - 김준호
- 죽음에 대하여 - 이은재
- 하늘피리 - 홍선영

### 칸 클래식
- 철로변 전투 - 르네 클레망
- 공포의 보수 - 앙리 조르주 클루조
- 메리-고-라운드 - 졸탄 파브리
- 웨어 투? - 조르주 나세르
- 해피 집시 - 알렉산다르 페트로빅
- 욕망 - 미켈란젤로 안토니오니
- 시지 - 질베르토 토파노
- 솔레일 오 - 메드 혼도
- 바바투, 레 트루아 콘세이 - 장 루쉬
- 감각의 제국 - 오시마 나기사
- 재즈는 나의 인생 - 밥 포시
- 철의 사나이 - 안제이 바이다
- 욜 - 일마즈 귀니
- 나라야마 부시코 - 이마무라 쇼헤이
- 햇빛 속의 모과나무 - 빅토르 에리세
- 거울 속 네덜란드 - 베르트 한스트라
- 라 센느 아 랑콘트레 빠리 - 요리스 이벤스
- 파스 드 듀스 - 노먼 맥라렌
- 하르피아 - 라울 세르베
- 언 엑서사이즈 인 디시플린: 필 - 제인 캠피온
- 랑테르뷰 - 자비에 지아놀리
- 아침이 밝아 올 때 - 아만다 포비스
- 마담 드... - 막스 오퓔스
- 라탈랑트 - 장 비고
- 네이티브 선 - 피에르 쉐널
- 파파라찌 - 자끄 로지에
- 세브린느 - 루이스 부뉴엘
- 흐르는 강물처럼 - 로버트 레드포드
- 루시아 - 움베르토 솔라스
- 더 벨지언스 로드 투 칸 - 앙리 드 제를라쉬
- 데이빗 스트래튼: 어 씨네마틱 라이프 - 샐리 에이트킨
- 필름워커 - 토니 지에라
- 비커밍 캐리 그랜트 - 마크 키델
- 레스트리스 차일드 - 뱅상 아쎄르 외 2명

### 70회 기념
- 탑 오브 더 레이크 - 제인 캠피온 외 1명
- 24 프레임 - 압바스 키아로스타미
- 트윈 픽스 - 데이빗 린치
- 컴 스윔 - 크리스틴 스튜어트